# Macumoto, Nagano
Macumoto (japonsko 松本市, latinizirano: Macumoto-ši) je mesto v prefekturi Nagano na Japonskem. Macumoto je od 1. aprila 2021 določen za osrednje mesto. Od 1. marca 2019 je imelo mesto 239.466 prebivalcev v 105.207 gospodinjstvih in gostoto prebivalstva 240 oseb na km2. Skupna površina mesta je 978,47 kvadratnih kilometrov.

## Geografija
Macumoto leži v kotlini Macumoto v osrednji prefekturi Nagano, obdan z gorami in je znan po svojih čudovitih razgledih. Je približno 75 kilometrov južno od glavnega mesta prefekture Nagano in 167 kilometrov od središča Tokia. 3000 metrov visoko gorovje Hida je zahodno od mesta, s 3190 metrov visoko goro Hotakadake na meji Macumoto s Takajamo, Gifu, kot najvišjo točko znotraj meja mesta.

### Demografija
Po podatkih japonskega popisa se prebivalstvo Macumota v zadnjih 40 letih povečuje.

### Podnebje
Macumoto ima vlažno celinsko podnebje (Köppnova podnebna klasifikacija: Dfa), ki meji na vlažno subtropsko podnebje (Köppnova podnebna klasifikacija: Cfa), z vročimi poletji in mrzlimi zimami. Padavin je poleti precej, pozimi pa je vreme nekoliko bolj suho. Povprečna letna temperatura v Macumotu je 12,2 °C. Povprečna letna količina padavin je 1045,1 mm, pri čemer je september najbolj deževen mesec. Temperature so v povprečju najvišje avgusta, okoli 25,1 °C, najnižje pa januarja, okoli –0,3 °C.

## Zgodovina
Macumoto leži v nekdanji provinci Šinano in je bil glavno mesto province od obdobja Heian naprej. Območje se je razvilo kot grajsko mesto domene Macumoto pod šogunatom Tokugava v obdobju Edo. Sodobno mesto Macumoto je bilo ustanovljeno z ustanovitvijo sistema občin 1. aprila 1889. Status mesta je dobilo 1. maja 1907.
1. februarja 1925 je Macumoto prevzel vas Macumoto (iz okrožja Higašičikuma).
Mesto se je dodatno razširilo s priključitvijo zaselka Kanda vasi Nakajama iz okrožja Higašičikuma 1. aprila 1943, vasi Nakajama, Šimadači in Šimauči (vse iz okrožja Higašičikuma) 1. aprila 1954, vasi Vada, Niimura, Kanbajaši, Sasaga, Jošikava, Kotobuki, Okada, Irijamabe, Satojamabe in Imai (vsi iz okrožja Higašičikuma) 1. avgusta 1954. Zaselka Kitaučida in Gakenoju sta bila 1. aprila priključena okraju Minamiučida v vasi Kataoka v mestu Šiodžiri, 1. aprila 1960 in 1. april 1961. Vas Hongo (iz okrožja Higašičikuma) 1. maja 1974 in deli zaselka Seba (zaselek Kukohigaši) so bili priključeni Šiodžiriju 1. aprila 1982.
Med 27. junijem in 28. junijem 1994 se je zgodil napad s plinom sarinom iz incidenta Macumoto.
Macumoto je bil 1. novembra 2000 razglašen za posebno mesto s povečano lokalno avtonomijo. 1. aprila 2005 je priključil vasi Azumi, Azusagava in Nagava (vse iz okrožja Minamiazumi) ter vas Šiga (iz okrožja Higašičikuma). 31. marca 2010 je sledilo mesto Hata. Macumoto je bilo 1. aprila 2021 razglašeno za osrednje mesto z večjo lokalno avtonomijo.

## Gospodarstvo
Macumoto je regionalno trgovsko središče, znano po tradicionalni obdelavi lesa in sviloprejstvu, elektroniki in mlečni industriji. Pomemben vir lokalnega dohodka je tudi sezonski turizem v okoliške gore in letovišča z vročimi izviri onsen.

## Pobratena mesta
- Fdžjisava, od 29. julija 1961
- Himedži, Hjōgo, od 17. novembra 1966
- Takajama, Gifu, od 1. novembra 1971
- Salt Lake City, Utah, ZDA, od 1958
- Katmandu, Nepal, od 17. novembra 1989
- Langfang, Hebei, Kitajska, mesto prijateljstva od 21. marca 1995
- Grindelwald, Kanton Bern, Švica, od 20. aprila 1972

## Znamenitosti
Macumoto ni privlačen za popotnike le zaradi tradicionalne kulture, temveč tudi zaradi zmernega podnebja in lokalnih proizvodov. Macumoto soba slovi po svojem nežnem okusu. Lokalne znamenitosti so:
- Grad Macumoto, zgrajen pred več kot 400 leti. Je japonski nacionalni zaklad
- Šolski muzej Kaiči, stavba iz obdobja Meidži, v kateri je bila prva srednja šola na Japonskem
- Asama Onsen
- Kōbōjama Kofun, grobišče iz obdobja Kofun, nacionalno zgodovinsko mesto
- Grad Hajaši, ruševine gradu iz obdobja Sengoku, nacionalno zgodovinsko mesto
- Festival Saito Kinen Macumoto, ki ga vsako leto avgusta organizira dirigent Seidži Ozava in nastopa orkester Saito Kinen
- Gorsko območje Kamikōči
- Dolina Kiso, dolina, ki leži jugozahodno od Macumota, skozi katero je potekala zgodovinska pot Nakasendo iz obdobja Edo

Zunaj železniške postaje je tudi kip deklice z violino, ki spominja na Suzukijevo metodo poučevanja glasbe, ki jo je ustvaril Šiniči Suzuki, ki je pozneje v življenju živel v mestu.

## Galerija
- Svetišče štirih stebrov
- Šola Kaiči
- Vrt v nekdanji srednji šoli Macumoto (danes univerza Šinšu)
- Nogometni stadion Macumoto Alwin
- Pogled na središče mesta Macumoto z gore Koubou
- Most Kappa v Kamikōčiju
- Mestni muzej umetnosti Macumoto
- Muzej Mavumoto Ukijoe
- Reka Azusa v Kamikōčiju
- Ribnik Taišo v Kamikōčiju

## V popularni kulturi
- Hakusen Nagaši  – serija televizijskih dram, ki se začne leta 1996.
- Orange – serija mang, ki jo je napisal Ičigo Takano
- Perfect World – serija mang, ki jo je napisala Rie Aruga